# Braes of the Carse

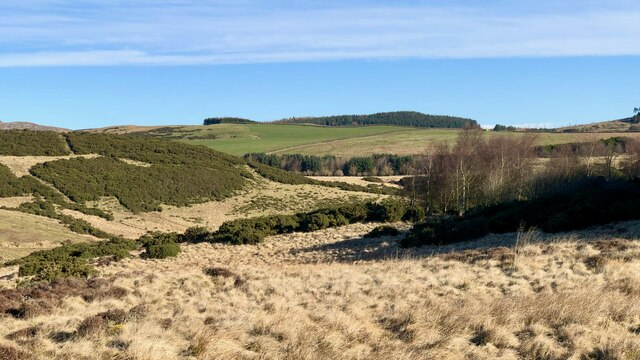
Blick in die Gegend von Kinnaird

Die Braes of the Carse bilden eine hügelige Landschaft in Perth and Kinross im Nordosten von Schottland. Es handelt sich bei ihnen um die Vorberge der nördlich angrenzenden Sidlaw Hills. Auf der gegenüberliegenden, südlichen Seite befindet sich der Carse of Gowrie, der bis zum Tay und dem aus ihm hervorgehenden Firth of Tay reicht.
Zu den in den Braes gelegenen Orten zählen Kilspindie, Rait, Kinnaird und Baledgarno.